# Henk Baxmeier
Hendrik Baxmeier (Zoetermeer, 3 mei 1920 – Nice, 24 januari 2008) was Engelandvaarder en elektrotechnisch ingenieur. Hij kwam uit Zoetermeer, waar zijn ouders een meubelfabriek hadden, en was een ervaren zeezeiler. Daardoor had hij veel cruciale contacten op en rond de Hollandse Eilanden.

## Studie
In 1939 behaalde hij zijn eindexamen HBS in Den Haag. In november 1941 startte hij met zijn studie aan de Universiteit Leiden. Na de sluiting van de Universiteit Leiden stapte hij over naar de Rijksuniversiteit Groningen, waar hij tot mei 1943 verder studeerde. Nadat hij met Hein Fuchter en John Osten geweigerd had om de loyaliteitsverklaring te tekenen, doken ze onder in een steenfabriek aan de Westzijde Boterdiep in Bedum, vlak bij Groningen. Gedrieën probeerden ze aldaar clandestien door te studeren.

## Engelandvaart
De eerste poging om naar Engeland  te gaan ondernamen Edzard Moddemeijer en John Osten. Baxmeier zou meegaan, maar was ziek. Moddemeier en Osten probeerden op 29 september 1943 te vertrekken, maar dat mislukte. 

Twee maanden later kochten ze voor 2100 gulden een zuiderzeevlet van 7 meter door bemiddeling van de gebroeders Pier en Joop Meyer, die op de Van Ravesteijnwerf  in Leidschendam  werkten. Met John Osten, en Moddemeijer was Baxmeier van plan nogmaals een poging te ondernemen om naar Engeland te gaan. Om de kosten te dekken namen ze ook Hein Fuchter en Flip Winckel mee. Ze waren de enige Engelandvaarders die in 1944 een geslaagde poging over zee ondernamen. 

Op de werf werd de boot zeewaardig gemaakt en de organisatie volgde grotendeels de succesvolle operationele vluchtroute van ir Anton Schrader. Via de broers Meyer ruilden ze tevens de 17pk-motor in voor een 60pk-truckmotor van Chevrolet uit 1931, deze werd gemonteerd op de scheepswerf van de gebroeders Thijssen bij Leiden. Baxmeier zorgde voor een zeilmast, zeiltuig en roeispanen mochten ze  motorpech krijgen. Op de meubelfabriek in Zoetermeer werd een houten buiskap gemaakt.

## Film

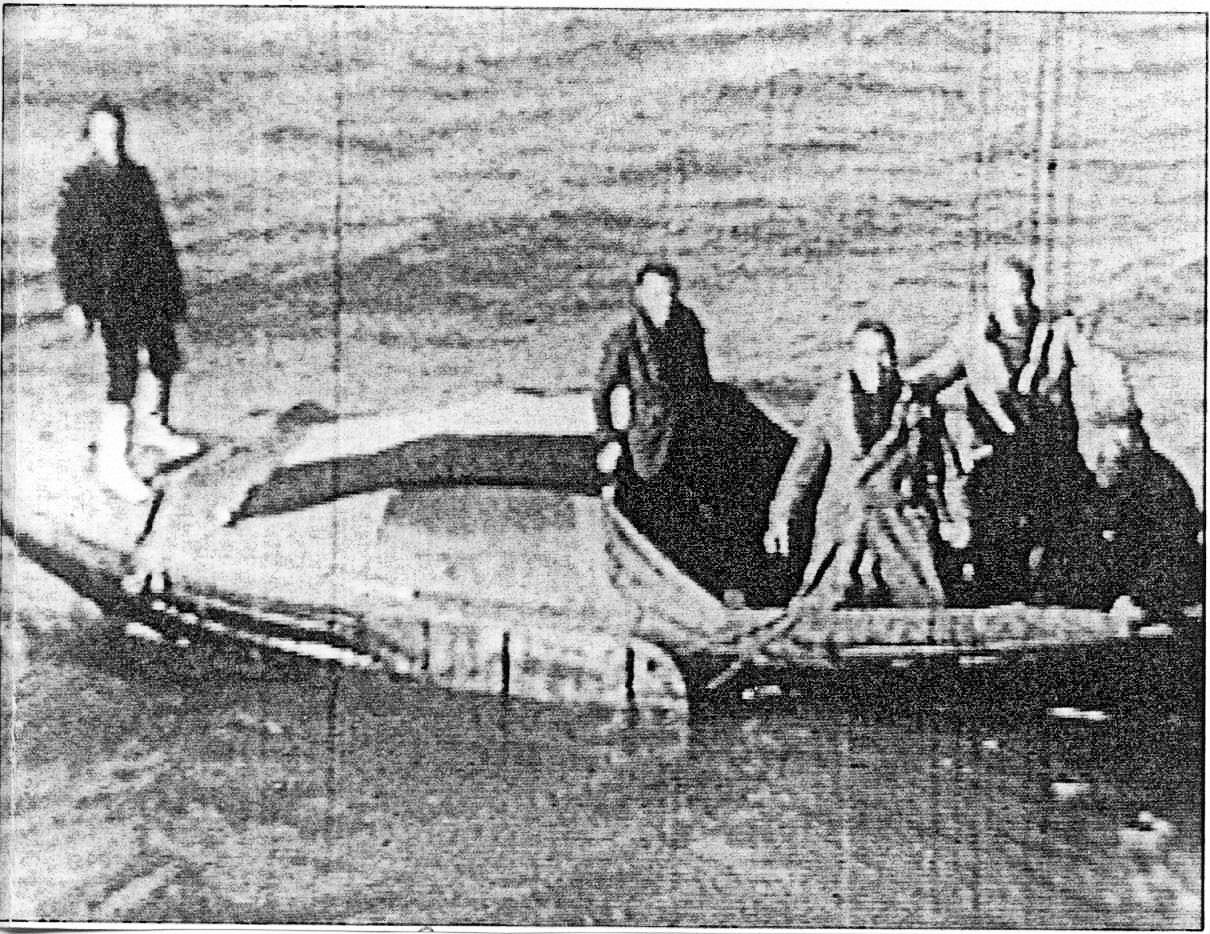
Op 24 februari 1944 worden de Engelandvaarders v.l.n.r. John Osten (op de boeg), Edzard Moddemeijer, Hein Fuchter, Flip Winckel en Henk Baxmeier (aan het roer) gered door de High Speed Rescue Launch 185 van de RAF bij Great Yarmouth.

Een Amerikaanse filmer, Captain "Andy" Arthur Jackson Hardy Jr van de 8th USAAF Bomber Command te High Wycombe, heeft de RAF-redding op 16mm-film vastgelegd. Hardy was aan boord van de RAF High Rescue Launch van Sidney Spencer Bates MBE om reddingsacties van de bemanning van neergeschoten Amerikaanse vliegtuigen te filmen tijdens Operation Argument. Operation Argument - onderdeel van "the Pointblank Directive" - stond ook bekend als Big Week een vijf dagen durende en voornamelijk Amerikaans hevig bombardement van Duitse doelwitten ter voorbereiding van D-Day.
De vlag gelegen over de buiskap en het sloepkompas werden later in de oorlog door Baxmeier en Osten aan Hardy geschonken in ruil voor de 5 minuten durende film. Deze filmbeelden zijn uniek in de geschiedenis van de Engelandvaart. Bijgaande foto is hiervan een beeldfragment, met v.l.n.r. Osten (op de buiskap), Moddemeijer, Fuchter, Winckel en Baxmeier (aan het roer).
Laat juni of begin juli 1944 vertrok hij met onder meer Engelandvaarder Rudi Zeeman vanuit Engeland via New York en Nieuw-Guinea naar Australië. 
Baxmeier heeft een dagboek geschreven, waarvan hij het grootste deel al in de oorlog schreef. Namen werden dus verbasterd om niemand in gevaar te brengen.

## Na de oorlog
In 1947 behaalde hij zijn kandidaatsexamen Wis- en Natuurkunde aan de Rijksuniversiteit Groningen.
Osten emigreerde naar Chili en Moddemeijer naar Australië. Fuchter kwam na veel reizen door Afrika ook in Australië terecht. Winckel bleef in Nederland. Baxmeier overleed in Frankrijk.